# Humbert Lundén
Anders Pontus Humbert Lundén, född 7 januari 1882 i Göteborg, död 5 februari 1961 i Stockholm, var en svensk seglare.
Han seglade för Göteborgs KSS. Han blev olympisk guldmedaljör i Stockholm 1912.
Humbert Lundén är begravd på Norra begravningsplatsen utanför Stockholm.